# Jan Karol Chodkiewicz
Jan Karol Chodkiewicz (litevsky: Jonas Karolis Chodkevičius; kolem 1561, Vilnius – 24. září 1621, Chotyn) byl vojenský velitel litevské armády, od roku 1601 polním hejtmanem Litvy a od roku 1605 litevským velkým hejtmanem. Patřil k významným šlechticům Polsko-litevské unie.

## Životopis
Jeho rodiči byli otec Jan Hieronimowicz Chodkiewicz a matka Krystýna Zborowská. Otec byl litevský vrchní maršál a kastelán ve Vilniusu a matka pocházela z magnátského rodu Zborowských. Od roku 1573 studoval na Vilniuské jezuitské koleji a Vilniuské univerzitě, následně pokračoval v letech 1586 až 1589 ve studiu spolu s bratrem Aleksandrem na univerzitě v Ingolstadtu. Před návratem do Litvy pobýval v roce 1590 v Padově.

## Vojenská kariera

### Počátek kariery
Po návratů vstoupil do vojska Litevského velkoknížectví. V letech 1594 až 1596 se zúčastnil vojenských tažení proti odbojným kozákům, které vedl Seweryn Nalewajko. Tažení proti kozákům vedl polský korunní hejtman Stanisława Żółkiewski. V roce 1596 se zúčastnil bitvy u Kaniówa a poté obléhání kozáckého tábora u Lubny.  V roce 1599 byl jmenován starším(starostou) Žmudě.

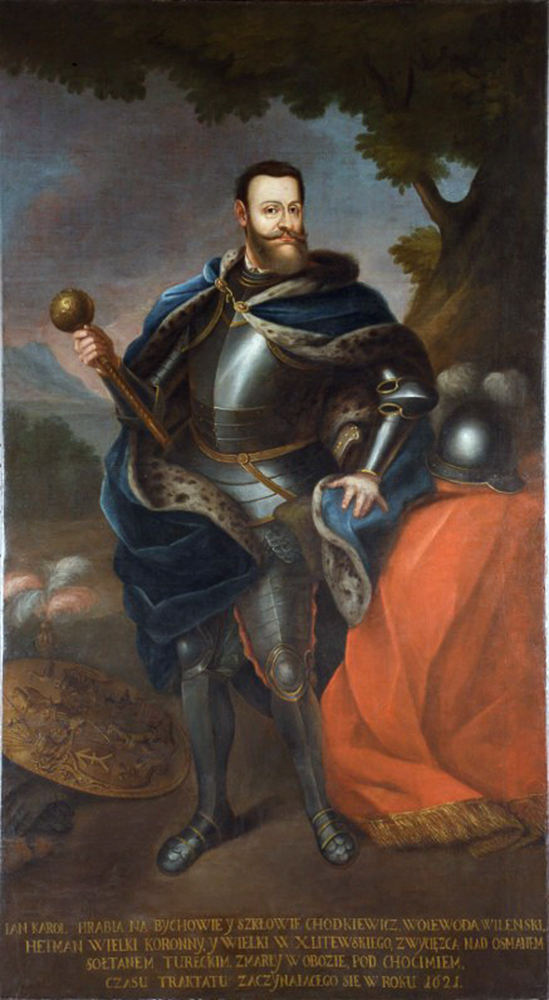
Jan Karol Chodkiewiecz na obraze z roku 1750

V roce 1600 byl jedním z dílčích velitelů polsko-litevského vojska, kterému velel kancléř a velký korunní hejtman Jan Zamojski, v bitvě u Ploješti bylo moldavské vojsko vedené moldavským knížetem Michalem Chrabrým poraženo. Následně získal úřad litevského polního hejtmana.

### Války na severu
V roce 1601 se spolu ze Zámojskim vydal do Livonska, byl velitelem pravého křídla polsko-litevského vojska. Měl velký podíl na porážce Švédu v bitvě u Kokenhausenu. V roce 1603 dobyl Tartu. V roce 1604 v bitvě u Weissensteinu(dnes Paide) porazil švédské vojsko. V roce 1605 porazil poblíž řeky Daugavy v bitvě u Kircholmu se 4000 vojáky švédskou armádu. Polsko-litevská armáda byla složená převážně s husarů a byla trojnásobně slabší než švédská. Tato bitva mu přinesla uznání od papeže Pavla V. a také uznání katolických panovníku i uznání osmanského sultána Ahmeda I. a perského šáha Abbáse Velkého. Projevem uznání bylo jeho následné povýšení na velkého hejtmana. V důsledku neshod v polském sejmu mělo toto vítězství minimální význam na pokračující polsko-švédský konflikt.
Jan Karol Chodkiewiecz byl jedním z mála magnátu, který byl věrný polskému králi Zikmundu III. V roce 1607 v bitvě u Guzowa porazilo vojsko koruny pod jeho velením povstalce, kteří vedli proti králi Zebrzydowské povstání. Následně do roku 1608 bojoval v Litvě s dalším odbojným magnátem Januszem Radziwiłłem, který poté uzavřel s králem dohodu. V roce 1609 zahájilo Švédsko novou invazi do Livonska, švédské vojsko obsadilo Rigu a Pärnu. Jan Karol Chodkiewiecz následně osvobodil tato města a poté v námořní bitvě u města Salis zasadil švédskému námořnictvu překvapivý úder.

### Války na východě a jihu

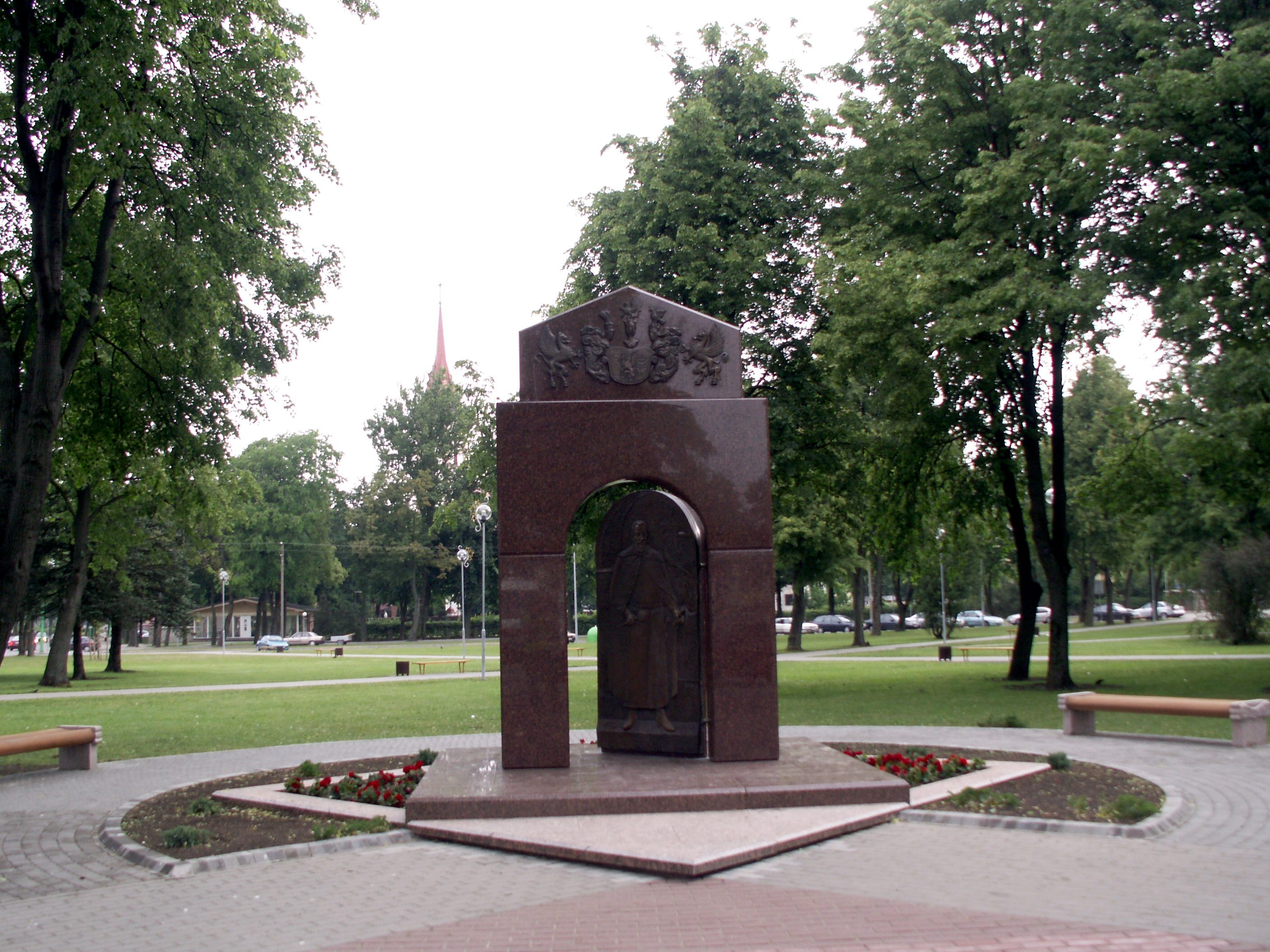
Památník Jana Karola Chodkiewiecze v městě Kretinga

V roce 1611 vedl během polsko-ruské války boje proti Rusku, poté co oblehl se svým vojskem Moskvu, byl v následujícím roce v bitvě u Moskvy odražen a byl přinucen k ústupu. Následně vedl boje ve smolenské oblasti a v Litvě. V roce 1618 bylo mezi Polskem a Ruskem podepsáno příměří. V roce 1621 probíhala polsko-turecká a Jan Karol Chodkiewiecz postupoval přes Dněpr směrem na pevnost Chotyn. Pevnost byla ve směru turecké invaze, kterou vedl osobně turecký sultán Osman II. Turecká armáda měla 220 tisíc vojáků (vč. 60 tisíc Tatarů) a byla několikanásobně početnější. V bitvě u Chotynu se pokoušel Jan Karol Chodkiewiecz s početně menší jednotkou o několik výpadů, které byly částečně úspěšné, avšak postupem času bylo polské vojsko v pevnosti obklíčeno. Dne 24. září 1621 zemřel Jan Karol Chodkiewiecz v pevnosti na následky vyčerpání a na nemoc.

## Rodina
Jan Karol Chodkiewiecz byl dvakrát ženatý. Jeho první manželkou byla Žofie Mielecká, která byla vdovou. Spolu měli dva syny, první zemřel v dětství a druhý v 16 letech. Dále měli spolu dceru Annu, která se provdala za litevského magnáta Jana Stanisława Sapieha. Jeho druhou manželkou byla Anna Aloisie Ostrogská, se kterou neměl děti.